# 4. szimfónia (Berwald)
A 4. Esz-dúr Szimfónia a ,,Sinfonie naive" Franz Berwald 1845-ben írt négytételes szimfóniája, a mű bemutatójára tíz évvel a szerző halála után 1878.április 9-én került sor.

## A mű születése
Berwald az 1842-es év elejét Bécsben töltötte, ahol a zenéjét nagyon jól fogadták, és ahol megírta első két szimfóniáját, a "Sérieuse" és a "Capricieuse" beceneveket.
Még abban az évben visszatért szülőhazájába, Svédországba, abban a reményben, hogy folytatja sikereinek sorát. De a zenéje ott nem tett nagy benyomást. Ennek ellenére folytatta a zeneszerzést, és 1845-ben fejezte be másik két szimfóniáját - az úgynevezett "Singulière"-t és a "Naive"-t.
1846-ban Párizsba ment, abban a reményben, hogy Daniel Auber zeneszerző-karmestert is felkelti az ősbemutatóra. Ebből azonban nem lett semmi, és a (Berwald választása szerint) immár cím nélküli szimfónia, amelyet egyszerűen 4. szimfóniaként ismernek, 1878. április 9-ig várt az első előadásra.
A premiert Ludvig Norman vezényelte, aki mindenkinél többet tett azért, hogy Berwald zenéje a nyilvánosság előtt maradjon a zeneszerző halála utáni évtizedekben.

## A zene
1. Allegro risoluto (Esz-dúr)
2. Adagio (D-dúr)
3. Scherzo: Allegro molto (B-dúr)
4. Finálé: Allegro vivace (Esz-dúr)

Akár a Sinfonie Naive-nek, akár a 4. szimfóniának hívják a művet, az elégedettség és a könnyedség érzését sugározza.
Az első, kissé megtévesztően Allegro risoluto jelzésű tétel meglehetősen laza hangulatban kezdődik. Egy játékos staccato figura vezet a békés második gondolatba, amely a következő fejlesztés alapja lesz.
Ez a tétel és a mű egésze megmutatja Berwald jellegzetes, csípős harmonikus érzékét és dallami frissességét.
A nemes, Pastorale-i második tétel Adagio megállás nélkül lendületes scherzóba vezet, melynek elfin minősége Felix Mendelssohn zenéjét idézi.
Ritmikus játékosság jelzi a Finálé: Allegro vivace-t, amely hirtelen gyorsulással és izgalmas kódával zárul.

## Hangszerelése
2 fuvola, 2 oboa, 2 klarinét, 2 fagott, 4 kürt, 2 trombita, 3 harsona, üstdob, vonós hangszerek
Az előadása – tempóválasztástól függően – 25-30 percet vesz igénybe.